# Сенке над Балканом
Сенке над Балканом је српска телевизијска серија коју су створили Драган Бјелогрлић и Стеван Копривица. Сценарио су, поред Бјелогрлића, писали Даница Пајовић, Дејан Стојиљковић и Владимир Кецмановић, а по причи коју је написао Стеван Копривица. Главне улоге у прве две сезоне играју Драган Бјелогрлић, Андрија Кузмановић, Марија Бергам, Гордан Кичић, Ненад Јездић и Горан Богдан.
Серија је смештена између два светска рата у Краљевини Југославији и прати причу два инспектора београдске полиције, који, непосредно пред Атентат у Народној скупштини 1928. покушавају да реше мистерију ритуалних убистава која потресају јавност.
Прва сезона је наишла на врло добар пријем код публике и код критичара, истовремено изазвавши и одређене контроверзе. На 8. ФЕДИС-у серија је однела убедљиву победу — добила је Златну антену за најбољу серију 2017. године, најбољу режију, најбољи костим, најбољу музику, најбољу камеру и најбољу глумицу у споредној улози (Милица Гојковић за улогу Маре).
И друга сезона је такође наишла на добар пријем код публике и критике. На 10. ФЕДИС-у је добила Златну антену за најбољу серију, најбољу музику и најбољу глумицу у споредној улози (Весна Тривалић за улогу Даринке).
На порталу IMDb, Сенке над Балканом је најбоље оцењена српска серија свих времена.

## Радња
Цео серијал је подељен у три сезоне и обухвата период од 1928. до 1940. године.
Прва сезона покрива период непосредно пред убиство хрватског народног посланика Стјепана Радића у Народној Скупштини СХС и увођење диктатуре.
Као основни амбијент за одигравање окоснице радње овог серијала изабран је Београд између два светска рата. У средишту догађања су и њени главни ликови — педесетогодишњи инспектор криминалне полиције Андра Танасијевић Тане и његов нови сарадник, млади форензичар Станко Плетикосић. Београд је представљен као место у коме се криминал своди на класичне пљачке и убиства, али у коме највеће проблеме ипак праве ратови опијумских картела, којима је он само траса за даљи шверц скупе и цењене дроге ка Европи и Америци.
У првој сезони заплет започиње на једном маскенбалу, на коме је окупљен сав „крем“ Београда, и на коме се догађа свирепо и веома необично убиство. Инспектор Танасијевић убрзо постаје свестан да је узрок учесталих језивих догађаја, који почињу да се гомилају по граду, древна реликвија – Лонгиново копље (копље којим је Исус прободен на крсту) – којој се приписују мистичне моћи. Он схвата да постоје људи који су спремни на све да би га се докопали и упада у ковитлац злочина у које су умешане све опскурне интересне групе Балкана тог времена: руска белогардејска козачка војска генерала Врангела, совјетска тајна полиција НКВД, српска тајна војна друштва Црна рука, Бела рука, македонска терористичка организација ВМРО, комунисти, масони, београдско подземље, немачко тајно окултистичко Друштво Туле. Пратећи трагове почињених злочина, инспектор се укључује у општу потеру за реликвијом са једним јединим циљем – да је уклони из Београда и спречи даља страдања невиних људи.

## Продукција
Серија је настала у копродукцији Кобра филма, РТС-а, Скопје филм студија, Искре, РТРС-а, МРТ-а и Агенције за филм Републике Македоније.
Прва сезона серије снимана је од октобра 2016. до јуна 2017. године. Друга сезона снимана је од 12. новембра 2018. до маја 2019. године.

### Креирање серије
Драган Бјелогрлић се први пут заинтересовао за епоху у којој је смештена серија током снимања серије и филма Монтевидео, Бог те видео. Овај период га је заинтересовао због тога што му је био мало познат и што је сматрао да је српска јавност генерално слабо информисана о њему: „Ми смо имали ту судбину да нисмо много учили о том времену, оно је готово прећутано. А то је било битно и некако интензивно време, посебно на овом простору”. Као инспирација му је и послужио податак до ког је дошао — да је Југославија у међуратном периоду била називана „Колумбијом Европе”.
У свом ауторском тексту за Блиц је написао да није желео да прави компромисе ни у једној фази израде серије: „...Сенке над Балканом [je] дело у којем сам се трудио да не направим ни један једини компромис. Није било компромиса ни на једном нивоу и ни у једној фази настанка серије. Од сценарија, приче, тема, поделе, естетике, режије и на крају самог буџета и трошкова серије. Нисам желео да се оптерећујем формираним укусом публике РТС-а, гледаношћу, политичком коректношћу, пуританским моралним начелима, конзервативним историчарима, првом и другом Србијом, и сличним...” Озбиљно је сумњао у успех серије, јер је „естетски, драматуршки, наративно у другачије у односну на све остало што је радио.” Био је доста инспирисан бројним америчким, немачким, италијанским, скандинавским и источноевропским серијама, а као директан узор је навео серију „Царство порока.” Такође, био је инспирисан повезаношћу спреге криминала и корупције наводећи да „када је те неке ствари поређао, просто је дошао до тога да постоји једна историјска константа која важи за ове просторе, јер је јако битно да када радите неко уметничко дело које се враћа у прошлост, битан је моменат из кога ви то радите.”
Снимање прве сезоне је трајало од 1. октобра 2016. године до краја јула 2017. године. Серија је снимана на разним локацијама у Београду, Русији, Северној Македонији и БиХ, а за потребе серије је у Баранди изграђен нови филмски студио. У Баранди је изграђен сиротињски део тадашњег Београда (Јатаган мала са фиктивном кафаном „Код Нишлију” и „Савско буре”, Пиштољ мала и Сава мала), као и богатији део са пијацом, бонбоџијском радњом и јорганџијском радњом, као и Бербеницом. Према речима Бјелогрлића, ту је снимано око 30% серије. Одређене сцене су снимане и на зрењанинским улицама, као и у Градској кући. Снимање је требало бити и у Словенији, РТВ Словенија је подржавала снимање, али су касније одустали због финансијских разлога.
Заједно са Бјелогрлићем су на сценарију радили писци Даница Пајовић, Дејан Стојиљковић и Владимир Кецмановић према филмској причи Стевана Копривице. Копривица је написао неколико раних епизода, а како наводи једна од сценаристкиња Даница Пајовић, „у питању је била конандојловска мистична драма о два инспектора који истражују низ ритуалних убистава у Београду између два рата. Бјелогрлић је онда проширио тему на београдско подземље и путеве опијума у Краљевини СХС и толико закомпликовао причу (читај: променио наруџбину) да смо се сценаристичком тиму прикључили Дејан Стојиљковић и ја, а потом и Владимир Кецмановић.” Према сопственим речима, Дејану Стојиљковићу је ова серија први ангажман за писање сценарија филма или серије.
Музику за потребе серије радио Роберт Пешут Мањифико, са којим је Бјелогрлић већ сарађивао на Монтевидеу. Уводну шпицу је отпевао Огњен Радивојевић, а њега су Мањифико и Бјелогрлић изабрали „због специфичне боје гласа и емоција које извиру из његовог вокала.”

### Филмска екипа
| - Режија: Драган Бјелогрлић Срђан Спасић Иван Живковић Мирослав Лекић Данило Бећковић Коста Ђорђевић (сезона 1) Игор Иванов (сезона 1) - Редитељ друге екипе: Срђан Спасић - Сценарио: Владимир Кецмановић Дејан Стојиљковић Драган Бјелогрлић Бобан Јевтић (сезона 2) Даница Пајовић (сезона 1) - Сарадник драматург:Ђорђе Милосављевић - Продуцент: Драган Бјелогрлић - Извршни продуцент: Горан Бјелогрлић | - Копродуценти: Драшко Милиновић Сталбек Мишаков - Директор серије: Наташа Вишић (сезона 2) Љиљана Ђуричко (сезона 2) Милош Аврамовић (сезона 1) - Директор Фотографије: Иван Костић Немања Петковић - Монтажа: Лазар Предојев Милена Предић - Композитор: Магнифико - Костим: Борис Чакширан - Сценографија: Горан Јоксимовић - Маска: Душица Вуксановић - Продукција: Јунајтед медија (сезона 2) РТС, РТРС, Скопље филм студио, Искра (сезона 1) - Извршна продукција: Кобра филм |  |

- Неке од локација где се снимала серија је и село Буково у близини Битоља
- Сливнички манастир код Ресена, Македонија
- Сценариста серије Дејан Стојиљковић и руски глумац Александар Галибин на сету испред хотела Москве
- Драган Бјелогрлић и Милош Самолов снимају сцену на сету кафане „Нишки”

### Расподела улога
Драган Бјелогрлић је у серији играо главну улогу инспектора Танета, а поред тога је продуцент и редитељ.
Гордан Кичић је добио улогу једног од главног негативца Алимпија Мирића. Према његовим речима, са сценаријом се сусрео још 2014. године. Своју улогу у првој сезони је снимао од октобра 2016. године до маја 2017, а своје сцене није снимао у континуитету већ у деловима од по пар дана.
Ненад Јездић, који у серији игра негативца Кројача, првобитно је желео улогу инспектора Танета коју тумачи Драган Бјелогрлић. Улога Кројача му је била последња опција. Улога Габријела Махта је припала словеначком глумцу Себастијану Каваци.
Улога генерала Врангела је припала руском глумцу Александру Галибину, који је поводом своје улоге изјавио да му је драго што тумачи тако важну историјску личност: „За мене је то драгоцен осећај да глумим значајну историјску личност као што је био генерал Врангел. Посебно ми је драго што снимамо у Београду у овој цркви, где он почива. То ми је посебно дирљиво.”
У другој сезони Министра за унутрашње послове Краљевине Југославије, Антона Корошеца, требало је да одигра словеначки глумац Јернеј Шугман, који је умро у децембру 2017.
Улога Станка Плетикосића је требало да припадне Милошу Биковићу, са ким је Бјелогрлић већ сарађивао на „Монтевидео, Бог те видео!”, али је он одустао због обавеза које је имао у Русији. На крају је улогу добио Андрија Кузмановић.
За улогу Маје Давидовић у најужи избор ушле су глумице Бранкица Себастијановић и Марија Бергам, да би улога на крају припала Марији Бергам.
Македонски глумац Тони Михајловски тумачи улогу Дамјана Хаџи Арсова, фиктивног припадника ВМРО. Један од сценариста серије, Дејан Стојиљковић тврди да његов лик није засниван према бугарском револуционару Ванчу Михајлову, већ „има више сличности са другим бугарским револуционарем Дамјаном Даметом Груевим”. Македонска глумица Јана Стојановска глуми македонску револуционарку Јовану сестру Дамјана Хаџи Арсова, а њен лик је засниван према Мари Бунев, бугарској револуционарки и припадници ВМРО.
Власника кафане „Савско буре” који је пребегао из аустроугарске војске тако што је прешао преко Саве у бурету игра Александар Стојковић „Пикси”. У камео улози се појавио и потпредседник ФК Партизана, Владимир Вулетић.

#### Улога Анте Павелића
Улога Анте Павелића је прво била намењена Горану Богдану, пошто је родом Херцеговац (родно село Анта Павелића Брадина налази се такође у Херцеговини), коју је отклонио. Према њему није могао одиграти тако негативну улогу. Горану Богдану је онда припала улога Мустафе Голубића, који је такође родом из Херцеговине. Анте Павелића одиграо је Бојан Навојец. Након прве сезоне било је упитно да ли ће Бојан Навојец играти у другој сезони, јер се према глумцу одвијао јавни притисак у Хрватској.

#### Главне улоге
| Глумац             | Улога                    | Сезона   | Сезона   |
| Глумац             | Улога                    | прва     | друга    |
| ------------------ | ------------------------ | -------- | -------- |
| Драган Бјелогрлић  | Андра Танасијевић        | Главна   | Главна   |
| Андрија Кузмановић | Станко Плетикосић        | Главна   | Главна   |
| Марија Бергам      | Маја Давидовић           | Главна   | Главна   |
| Гордан Кичић       | Алимпије Мирић / Калуђер | Главна   | Главна   |
| Горан Богдан       | Мустафа Голубић          | Главна   | Главна   |
| Небојша Дугалић    | Петар Живковић           | Главна   | Споредна |
| Ненад Јездић       | Милан / Кројач           | Споредна | Главна   |
| Марко Грабеж       | Божидар Зечевић          |          | Главна   |

## Епизоде

### Преглед
Планирано је да серија има три сезоне. Прва сезона је имала 10 епизода и обрађује период непосредно пред атентат у Народној скупштини и увођења шестојануарске диктатуре. Друга сезона има 10 епизода и обрађује период пред убиство краља Александра у Марсеју, док је планирано да трећа сезона буде смештена пред сам Априлски рат.
| Сезона | Сезона | Епизоде | Епизоде | Оригинално емитовање | Оригинално емитовање | Оригинално емитовање |
| Сезона | Сезона | Епизоде | Епизоде | Премијера            | Финале               | Мрежа                |
| ------ | ------ | ------- | ------- | -------------------- | -------------------- | -------------------- |
|        | 1.     | 10      | 10      | 22. октобар 2017.    | 24. децембар 2017.   | РТС 1                |
|        | 2.     | 10      | 10      | 11. новембар 2019.   | 13. јануар 2020.     | Нова                 |
|        | 3.     | 10      | 10      | 2025.                | TBA                  | Нова                 |

## Приказивања
Српска претпремијера је била 17. октобра 2017. године у Југословенској кинотеци. Серија је у Србији имала премијеру на РТС-у 22. октобра 2017. и приказивала се у недељу од осам часова увече, што је дуги низ година термин резервисан за све српске и југословенске серије. Прву епизоду у Србији је гледало више од 2.123.000 гледалаца и била је најгледанији програм на том каналу.
Премијеру у Босни и Херцеговини серија је имала на 23. Сарајевском филмском фестивалу, где су приказане две епизоде које су примљене са овацијама, док се прва сезона приказивала на каналу РТРС.
У Црној Гори серија се приказује на РТЦГ 1, док у Северној Македонији на МРТ 1. У Северној Македонији је серија представљена на 38. Фестивалу „Браћа Манаки” у Битољу 25. септембра 2017. године, а окупљенима су се обратили Драган Бјелогрлић, Томи Салковски (копродуцент серије), Игор Иванов Изи (редитељ једне од епизода), као и глумци Марија Бергам, Јана Стојановска, Перо Арсовски и Петар Атанасовски. Назив серије је преведен као „Сенки над Балканот”.
У Хрватској јавности се дигла велика полемика око неприказивања прве сезоне, а као разлози су се наводили да је то због лика Анте Павелића и да је сам Драган Бјелогрлић лично забранио приказивање. Ове наводе је он негирао и као главни разлог за неемитовање навео је то што нико није откупио права да емитује. Крајем октобра 2019, уочи премијере друге сезоне, контроверзе у Хрватској је изазвао интервју Горана Богдана (који у серији тумачи Мустафу Голубића) за Ало, у ком је изјавио да га „боли к***ц за Хрватску и за то што серија тамо није емитована.” Убрзо, објављено је да је права за емитовање прве сезоне у Хрватској откупила телевизија РТЛ.
У Русији је требало да крене емитовање серије током децембра 2017. године. У Словенији се приказује од 7. јануара 2018. на каналу Planet TV.
Генерални директор РТС Драган Бујошевић у интервјуу за Вечерње новости од 14. јануара 2018. године потврдио је да РТС неће емитовати другу сезону серије због високе цене коју је тражила Кобра филм и услова уговора који није хтела да прихвати продуцентска кућа Кобра филм. За нову сезону, Драган Бјелогрлић у интервјуу за Н1 3. јануара 2018. године навео је мреже Ејч-Би-Оу и Нова које су доставиле највишу новчану понуду, за разлику од РТС који је дао најслабију понуду.
Као време приказивања друге сезоне Бјелогрлић је навео 2019. годину. Серија је на енглеском језику преведена као Black Sun (Црно сунце) што се односи на симбол који је често присутан у самој серији. Дана 1. априла 2018. потврђено је да ће се друга сезона серија емитовати на Новој.
У емисији Јутро, Драган Бјелогрлић је потврдио да ће се серија после завршетка на каналу Нова приказивати на каналу Прва српска телевизија.

## Теме и историјске тачности
Жанровски посматрано, серија је постмодернистичка мешавина трилера, фикције, мистике и историје. Бјелогрлић је изјавио да је за њега Балкан неисцрпна тема због турбулентних историјских времена. Серија је постала позната по томе што обрађује бројне теме и користи симболику.
Краљевина СХС и Београд су приказани као главно чвориште трговине опијума у међуратном периоду. Једни од главних протагониста су бели Руси у Србији и генерал Петар Врангел. Они су, између осталог, и приказани као једни од главних трговаца опијума у краљевини СХС, што је, према речима продуцената, било заиста засновано на историјским чињеницама, а што је део српске јавности негодовао. На почетку прве епизоде, у уводу је написано: „После Октобарске револуције и грађанског рата у Русији, поражена царска војска са генералом Врангелом на челу и са преко 100.000 избеглица нашла је нову домовину у Краљевини СХС. 15.000 козака је наставило да на територији Краљевине СХС функционише као независна војна сила.” У Краљевину СХС није стигло 100.000 руских избеглица већ око 44.000, а од тог броја, козака је било око 5.000. Такође, Генерал Врангел је преминуо 25. априла 1928. године, док у серији Врангел је жив 30—31. августа 1928. (када су смештена убиства Виолете Ђукић и фотографа Невена — датовано према новинама у серији).
Серија се осврће и на терористичку организацију ВМРО-а и њихову борбу против југословенских власти. Приказани су, попут белих Руса, као једни од главних трговаца опијума у Југославији са седиштем у Букову, којима финансирају своје оперативне активности ради добијања независности Македоније. У серији Хаџи Дамјан Арсов, вођа ВМРО-а, тражи да му адвокат буде Анте Павелић. У стварности, Павелић је био од 1927. у добрим односима са ВМРО-ом и исте године је бранио више њихових чланова пред судом. Такође је био у пријатељским односима са вођом покрета, Ванчом Михајловим.
Кроз прву сезону појављује се стално окултни симбол црног сунца који је симбол друштва Тула за који неки аутори сматрају да, узимајући у обзир контекст историјских догађаја и догађаја у серији, представљају предсказање успона нацизма у Европи. Габриел Махт носи прстен са симболом друштва Туле које је основано у Минхену 1918, али готово сигурно 1928. године није имало активне чланове у Београду. Друштво се делимично расформирало већ 1919, када су чланови ухапшени и стрељани током револуције у Баварској, а остатак је приступио Немачкој радничкој партији.
У сцени када Алимпије Мирић среће Габриела Махта, Мирић, једући јабуку, прича о Херкулу да је, према грчкој легенди, посетио германске земље када је ишао по хесперидске јабуке, а да су због тога Германи о њему певали песме. На ово, Махт одговара: „Читали сте Тацита”, а Мирић одговара „Тако је”. У оригиналном рукопису Тацитовог дела „Германија” не помиње се да је Херкул ишао по хесперидске јабуке и да је том приликом свратио код Германа. Ово што је Мирић изговорио у питању је коментар приређивача који је штампао Тацитову „Германију” 1927. године на српском језику. У деветој епизоди прве сезоне, принц Ђорђе Карађорђевић у разговору са инспектором Плетикосићем користи епитет „нацистички”, описујући блискост Хитлерове партије са Тулама у Немачкој. Мада је НСДАП увелико представљао известан фактор на немачкој политичкој сцени, њихова политичка платформа није било нарочито позната широј јавности у тадашњој Краљевини СХС све до почетка 1930-их, па чак се ни тада није примарно користио овај назив, већ национал-социјалисти, ултра-десничари и „халценкрајцери”.
Генерал Петар Живковић је у серији представљен као армијски генерал (три звездице), међутим у стварности он је 1928. године био дивизијски генерал (две звездице). У чин армијског генерала је унапређен две године касније 1930. године. У трећој епизоди, у сцени када Алимпије Мирић долази код генерала Петра Живковића у позадини се чује композиција Гардијски марш, Станислава Биничког.

## Рецензије
Након емитовања прве сезоне, серија је покупила углавном позитивне критике стручне јавности и публике.
Светислав Басара је у колумни за лист Данас имао позитивно мишљење о серији: „Филмови и ТВ серије нипошто не смеју бити историјске видео-читанке, а још мање оно што се у ЈНА звало ДПО (друштвено-политичко образовање), а поготово то не смеју кад се баве такозваним “историјским” темама. Бјела је тај наук добро утувио још у “Родама” и “Монтевидеу”, у “Сенкама” га је избрусио до прилично високог сјаја, тако да се може рећи да “Сенке” - иако ни изблиза нису располагале BBC-ијевом техником и буџетом - не заостају много, ако уопште, за “Бирмингемском, рецимо, бандом”.” Он хвали и то што је серија успела да не буде „слушкиња идеологија” као што је по његовом мишљењу до тада био случај у кинематографији Србије.
Сара Радојковић у тексту за Вајс Србија сматра да је серија „подигла лествицу” када се ради о продукцији српског телевизијског програма и „она се равноправно бори са понудом коју доносе стране продукције, од Нетфликса, ХБО-а, АМЦ-а и других, али имају кец у рукаву. Причу која нас се тиче и коју једино аутори са ових простора могу да испричају.” Она сматра да су глумци сјајно изабрани и похваљује улогу Гордана Кичића који игра Олимпија Марића: „Кичићев Алимпије Мирић, са својим савршеним брковима који се час шире у осмех весељака, а час скупљају у бркове психопате, нешто су најлепше што сам скоро гледала.” Радкојковићева хвали и динамичност сцена, чиме се одудара од дотадашњих серија у продукцији РТС-а, као и у монтажу, која сваку сцену ставља у одређену функцију приче. Секс је реалистичан и даје посебну тежину ликовима, премда није сигурна да ли је неопходна обнаженост у свакој епизоди, али је она у функцији приче.
Иван Карл, у рецензији за Блиц, мишљења је да је „галерија ликова” разноврсна „и нема само црних нити белих, што је са глумачке стране изазовно за игру и развијање ликова.” Посебно истиче улогу Марије Бергам и Горану Богдану. И он такође хвали продукцију и монтажу: „Монтажа у финишу је динамична, са кадровима који се смењују као у биоскопском трејлеру. Све је запаковано на високом уметничком и продукционом нивоу који диктира модеран ТВ израз присутан кроз игране садржаје ХБО-а и Нетфликса.” Милојко Божовић, такође за Блиц, генерално позитивно оцењује серију. У својој критици пише: „Драган Бјелогрлић заједно са братом упорни и успешни продуцент, доказује да и у нашој Јатаган-мали може да се направи нешто велико, да може да се уз минимум компромиса спроведе идеја до краја.” Он хвали што серија окупља глумце из региона и из Русије. Сматра да серија ипак „ипак има бар три-четири епизоде вишка,” а један од главних ликова инспектор Танасковић (кога Бјелогрлић тумачи) у другој половини прве сезоне „бива сведен скоро на наратора који иде од ситуације до ситуације и упознаје нас са радњом.” С друге стране врло позитивно оцењује улоге Ненада Јездића (тумачи Кројача) и Мише Самолова (тумачи Нишкија). За Јездићеву глуму у серији каже да га необично подсећа на Зорана Радмиловића у филму Маратонци трче почасни круг, док је „Самолов толико добар на нишком дијалекту да је права штета да га није било више.”
Јурица Павичић из Јутарњег листа у својој критици такође позитивно оцењује серију, оценивши да је то највећи професионални успех Драгана Бјелогрлића и да је „Београд је добио репрезентативни серијски производ управо у тренутку кад ХТВ терминално тоне у идиотизам.” Он је такође мишљења да је серија ТВ забава која би могла наћи гледаоце и код хрватске публике. Павичић истиче и да серија ствара „културно-повијесну фантазију” од Београда, као што је то био случај са „Монтевидеом”, стварајући од њега „град војне и финансијске моћи, банака, министара и генерала, коцке, опијума и алкохола, али и град терориста и политичких уротника.” Пишући о начину приказивања Анте Павелића, сматра да га серија приказује „прије као смијешног напуханка него као стварно дијаболичну фигуру.”
Мирза Скендерагић је у рецензији за Ал Џазира Балканс такође позитивно оценио серију: „Користећи, дакле, општеприхваћен креативни образац форме својствене савременом ТВ садржају и покушавајући досегнути изнимно висок умјетнички и продукцијски ниво постављен од стране ХБО-а и Нетфликса, уз непојмљиво мањи буџет, аутори серијала Сенке над Балканом су, за услове простора земаља бивше Југославије, креирали оригинално, вјеродостојно, освјежавајуће и свакако забавно остварење које ће послужити као огледало стварности (балканске) 21. стољећа, у којем без посредника (телевизије) више нико не смије препознати властити одраз.” У својој рецензији он врши паралелу између ове серије и серије Игре престола, сматрајући да их повезује „исти приступ у обради садржаја, хисторијског или измишљеног хисторијског, те једна заједничка ријеч експлицитно.” Такође, он позитивно оцењује костимографију, сценографију и динамичну паралелну монтажу.
Негативну критику о серији објавио је Божидар Зечевић, у рецензији за недељник „Печат”. У својој рецензији Зечевић је између осталог навео да се може недвосмислено рећи „да је слика коју је о Србији и Београду између два рата желела да створи дотична телевизијска ујдурма страшна стигма над целом новијом историјом српског народа и његовом војном, интелектуалном, привредном, финансијском и сваком другом елитом”. У чланку се између осталог серија критикује и због наводне „јавне саблазни и несносне количине псовки, простаклука и огавних призора које садржи”.